# Pieter Codde

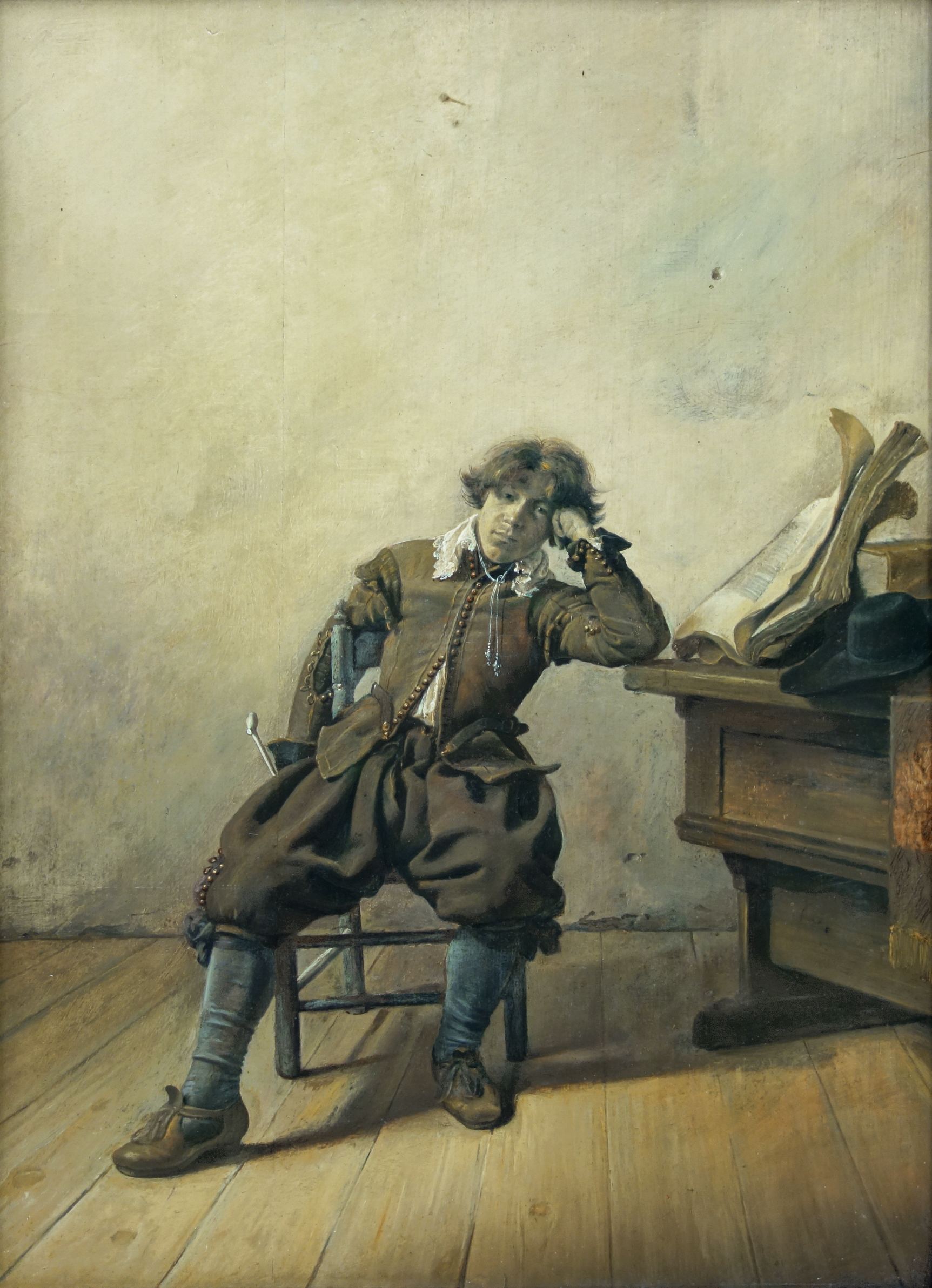
Målning av Pieter Codde

Pieter Codde, född 1599 i Amsterdam, död 1678 i Amsterdam, var en nederländsk genremålare.
Codde utbildade sig under inflytande av Frans och Dirck Hals. Han var verksam i Amsterdam och målade interiörer med musicerande sällskap eller soldater i vaktstuga och liknande. Han målade även porträtt och porträttgrupper. Pieter Codde skall även 1637 fått i uppdrag att fullborda målningen Skyttegille av Frans Hals.
Av hans interiörer finns tre på Nationalmuseum, en på Kunstmuseet i Köpenhamn, en målning på Hallwylska museet, och en på Tistad slott.